# Coihaique
Coihaque (ou Coyhaique em castelhano) é uma cidade e comuna do Chile. A cidade de Coihaique é a capital da comuna, bem como da província de Coihaique e da região de Aisén (XI Region).
A comuna ocupa uma superfície de 7.290,2 km², e possui 50.041 habitantes. A comuna limita-se: a norte com Lago Verde; a oeste com o Aisén; a leste com a Argentina; e a sul com Río Ibáñes.
Segundo um estudo da Organização Mundial de Saúde (OMS), a cidade possuía, em 2018, o ar mais poluído das Américas e o 139º mais poluído do mundo. Em 2016, de acordo com a entidade, 97% das emissões eram provenientes da queima de combustíveis sólidos como carvão e lenha para a calefação residencial. O problema é agravado pela posição geográfica da cidade, entre cadeias montanhosas e com baixa incidência de ventos, e também pelo fenômeno da inversão térmica.

## Etimologia
"Coihaique" provêm da Língua tehuelche: “koi”, lagoa;   “kaikek”, cabanas - cabanas junto à lagoa (ou a água). 